# Station Ridgmont
Ridgmont is een spoorwegstation van National Rail in Ridgmont, Central Bedfordshire in Engeland. Het station is eigendom van Network Rail en wordt beheerd door West Midland Trains. 

Overzicht, 2019